# Berend Heinrich von Tiesenhausen
Berend Heinrich von Tiesenhausen (* 30. Novemberjul. / 11. Dezember 1703greg. in Freudenthal, Kreis Land Hadeln, Niedersachsen; † 6. Januarjul. / 17. Januar 1789greg. in Tallinn) war ein deutschbaltischer Ritterschaftshauptmann, Staatsmann und Verfasser von Gelegenheitsgedichten.

## Leben
Tiesenhausen besaß zahlreiche Güter in Estland und war von 1741 bis 1744 Ritterschaftshauptmann der Estländischen Ritterschaft, danach Landrat. 1768 forderte er den Landtag zur Gründung von Bauernschulen auf. Von 1772 bis 1774 war er stellvertretender Ritterschaftshauptmann. 1759 wurde er in den Grafenstand erhoben, 1783 wurde er Wirklicher Staatsrat.

## Gelegenheitsdichtung
1788 wurden im Teutschen Merkur estnische Gedichtproben abgedruckt, die mit einer deutschen Übersetzung versehen waren und somit als die ersten Lyrik-Übersetzungen (aus dem Estnischen ins Deutsche) gelten können. Der Autor des Beitrags „Etwas über Form, Geist, Charakter, Sprache, Musik und Tanz der Ehstnischen Nation“, Christian Hieronymus Justus Schlegel, gibt als Autor des Gedichtes Berend Heinrich von Tiesenhausen an, wenngleich an anderer Stelle „zwei Damen“ die Urheberschaft zugeschrieben wird. Spätere Quellen vermelden jedoch regelmäßig Tiesenhausen als Autor, so auch eine Anthologie aus dem 20. Jahrhundert.

## Sekundärliteratur
- J. Roos: Ühest vanast noodiraamatust, in: Eesti Kirjandus 33 (1939), S. 161–166.
- Cornelius Hasselblatt: Estnische Literatur in deutscher Übersetzung. Eine Rezeptionsgeschichte vom 19. bis zum 21. Jahrhundert. Wiesbaden: Harrassowitz 2011, S. 19–21.